# Битка код Намарака
Битка код Намарака (арапски: معركة النمارق‎) (634. г.н.е.) била је сукоб муслимана и Сасанида који се одиграо код Намарака, у близини данашњег Куфе (Ирак). Током калифата Абу Бакара, муслимани су под командом Мусане и Халида бин Валида освојили Ал-Хиру, део Персијског царства. Персијци су се разбеснели и одлучни да се Ал-Хира поврати од муслимана. Ростам Фарохзад, познати сасанидски генерал, послао је у поход неке своје рођаке из породице Испахбудан заједно са неким персијским генералима. Халид бин Валид је већ био отпутовао у Сирију, па је Мусана морао да се бори сам. Омар је послао Абу Убаида са појачањем. У бици која је уследила Персијанци су поражени.